# ضواحي بليز

ضواحي بليز

تنقسم بليز إلى 6 ضواحي. أنظر إلى الجدول يحتوي على الضاحية وعاصمتها بالإضافة إلى بعض الإحصائيات.

## القائمة
| الضاحية                       | العاصمة                      | المساحة (كم²) | المساحة (ميل²) | تعداد السكان (إحصاء 2010) | رمز الأيزو - حرفين | رمز الأيزو - ثلاث حروف |
| ----------------------------- | ---------------------------- | ------------- | -------------- | ------------------------- | ------------------ | ---------------------- |
| ضاحية بليز                    | مدينة بليز Belize            | 4,204         | 1,623          | 89,247                    | BZ                 | BZD                    |
| ضاحية كايو Cayo               | سان اغناسيو San Ignacio      | 5,338         | 2,061          | 73,302                    | CY                 | CYO                    |
| ضاحية كوروزال Corozal         | بلدة كوروزال Corozal         | 1,860         | 718            | 40,324                    | CZ                 | CZL                    |
| ضاحية أورانج والك Orange Walk | بلدة أورانج والك Orange Walk | 4,737         | 1,829          | 45,419                    | OW                 | OWK                    |
| ضاحية ستان كريك Stann Creek   | دانغريغا Dangriga            | 2,176         | 840            | 32,166                    | SC                 | SCK                    |
| ضاحية توليدو Toledo           | بونتا غوردا Punta Gorda      | 4,649         | 1,795          | 30,538                    | TO                 | TOL                    |